# Lubenec
Lubenec är en ort i Tjeckien.   Den ligger i regionen Ústí nad Labem, i den västra delen av landet, 80 km väster om huvudstaden Prag. Lubenec ligger 378 meter över havet och antalet invånare är 1 541.
Terrängen runt Lubenec är varierad. Lubenec ligger nere i en dal. Runt Lubenec är det ganska glesbefolkat, med 27 invånare per kvadratkilometer. Närmaste större samhälle är Podbořany, 12,9 km nordost om Lubenec. I omgivningarna runt Lubenec växer i huvudsak blandskog.